# Талдан
Талдан (рос. Талдан) — село у Сковородінському районі Амурської області Російської Федерації. Розташоване на території українського історичного та етнічного краю Зелений Клин.
Входить до складу муніципального утворення Талданська сільрада. Населення становить 2850 осіб (2018).

## Історія
З 20 жовтня 1932 року входить до складу новоутвореної Амурської області.
З 1 січня 2006 року органом місцевого самоврядкування є Талданська сільрада.

## Населення
| 1959  | 1970  | 1979  | 1989  | 2002  | 2010  | 2012  |
| ----- | ----- | ----- | ----- | ----- | ----- | ----- |
| 4694  | ↘3801 | ↗4193 | ↘3981 | ↘3573 | ↘3140 | ↘3082 |
| 2013  | 2014  | 2015  | 2016  | 2017  | 2018  |       |
| ↘3018 | ↘2959 | ↗2980 | ↘2942 | ↘2916 | ↘2850 |       |